# Apamea arctica
Apamea arctica là một loài bướm đêm trong họ Noctuidae.